# 劉伯燮
劉伯燮（1532年—1584年），字元甫，號小鶴，湖廣德安府孝感縣民籍，江西撫州府臨川縣人，明朝政治人物。

## 生平
三歲喪父，由母親方氏撫育成人。嘉靖三十四年（1555年）乙卯科湖廣鄉試第一名舉人（解元），隆慶二年（1568年）中式戊辰科會試第六名，二甲第七十名進士。上請旌表母亲，三年（1569年）祖母周氏去世丁忧。服阕，授户部主事，督饷山西，四年（1570年）十二月改工科给事中，弹劾兵部尚书郭乾，举荐原任兵部右侍郎万恭、都御史耿随卿、张景贤、曾拱皆有绝异之材，六年（1572年）二月升刑科左给事中，上言前三边总督曾铣、浙直总督胡宗宪皆立功之臣，竟以罪死，宜稍加恤录，五月出为陕西布政使司右参议，万历三年（1575年）正月升陕西按察司副使，四年（1576年）任陕西乡试同考官，调云南按察司副使，七年（1579年）十二月升福建布政使司右参政，九年（1581年）五月调河南布政使司右参政，任河南乡试同考官，十一年（1583年）九月升广东按察使，以母老不赴任，十二年（1584年）卒。

## 家族
曾祖劉本旻；祖父劉寬德；父劉廷相，贈主事。母方氏（封安人）。兄劉伯生（南京吏部主事）。